# Cadours
Cadours is een gemeente in het Franse departement Haute-Garonne (regio Occitanie). De plaats maakt deel uit van het arrondissement Toulouse. Cadours telde op 1 januari 2022 1.134 inwoners.

## Geschiedenis
Tijdens het ancien régime lagen hier twee dorpen met elk hun eigen kerk: Saint-Hilaire rond een verdwenen feodaal kasteel en Notre Dame de Vie. Na de Franse Revolutie werd de gemeente Cadours opgericht die in 1790 hoofdplaats van een kanton werd. In 1903 werd het geïsoleerde Cadours via een spoorlijn verbonden met Toulouse.

## Geografie
De oppervlakte van Cadours bedroeg op 1 januari 2022 10,58 vierkante kilometer; de bevolkingsdichtheid was toen 107,2 inwoners per km².

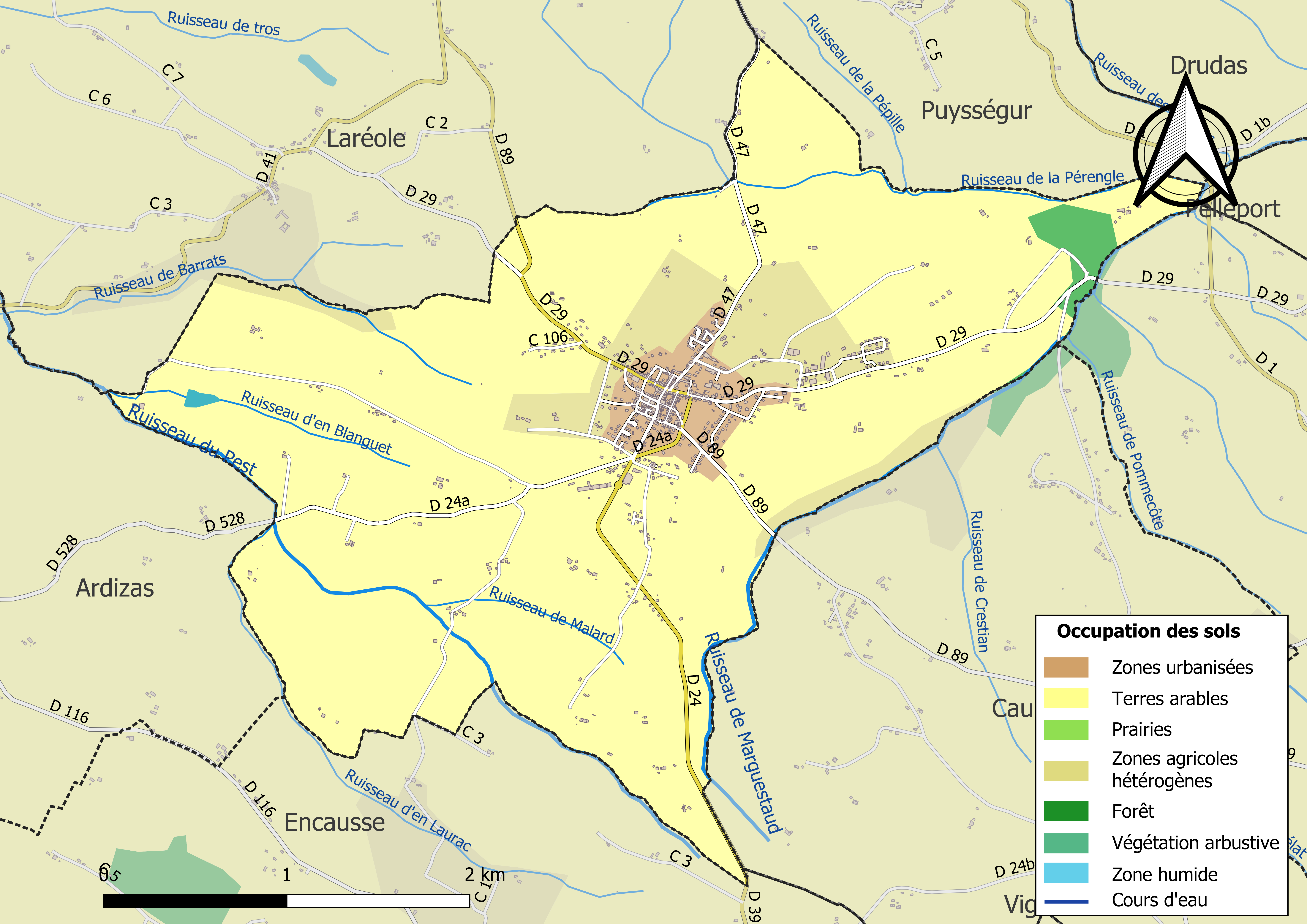
Kaart van de gemeente met belangrijkste infrastructuur, bodemgebruik en omliggende gemeenten

## Demografie
Onderstaande figuur toont het verloop van het inwonertal (bron: INSEE-tellingen).

## Overleden
- Raymond Sommer (1906-1950), autocoureur
- Keith Campbell (1931-1958), Australisch motorcoureur